# Christian Thodberg
Christian Thodberg (født 7. februar 1929 i Vridsted Præstegård, død 10. oktober 2020 i Aarhus.) var professor i teologi og kongelig konfessionarius.
Han blev i 1955 cand.theol. med udmærkelse og dr.phil i 1966. Han var universitetsadjunkt 1954-60. Thodberg blev i 1964 af daværende kirkeminister Bodil Koch bedt om at blive den første rektor for Præstehøjskolen i Løgumkloster, hvilket han var indtil 1972. 
1973 blev han ansat som professor i praktisk teologi ved Aarhus Universitet, hvilket han var indtil 1999. Samtidig med at han fik professoratet i Århus foreslog domprovst Jørgen Bøgh, som kendte ham fra Præstehøjskolen, at Thodberg sideløbende med sit professorat skulle fungere som hans ulønnede hjælpepræst mod til gengæld at få stillet en ledig præstebolig i Thunøgade til rådighed.
I 1975 blev Thodberg udnævnt til kongelig konfessionarius og konfirmerede gennem årene både kronprins Frederik og prins Joachim, samt prinsesse Alexandra inden hendes bryllup. Thodberg døbte både prins Nikolai og prins Felix. Derudover viede han sammen med biskop Erik Norman Svendsen i maj 2004 kronprins Frederik og kronprinsesse Mary. Ved vielsen spillede Thodberg dog kun en mindre rolle, og han døbte hverken prins Christian eller prinsesse Isabella. Den 1. marts 2008 afløstes han som kongelig konfessionarius af biskop Erik Norman Svendsen.
Thodberg blev indvalgt i Videnskabernes Selskab i 1987.
Thodberg er blevet kaldt "en af det 20. århundredes mest markante Grundtvigforskere".
Han er stedt til hvile på Vestre Kirkegård i Aarhus.

## Ordener
- Kommandør af 1. grad af Dannebrog
- Dannebrogordenens Hæderstegn
- Erindringsmedaillen i anledning af Hendes Majestæt Dronningens 70 års fødselsdag
- Erindringsmedaillen i anledning af Hendes Majestæt Dronning Margrethe II's 25 års regeringsjubilæum
- Erindringsmedaillen i anledning af Hendes Majestæt Dronning Margrethes og Hans Kongelige Højhed Prins Henriks sølvbryllup den 10.6.1992
- Dronning Ingrids Mindemedaille
- Forbundsrepublikken Tysklands Fortjenstorden
- Hvide Roses Orden
- Nordstjerneordenen
- Æreslegionens Orden